# Bronte Campbell
Bronte Campbell, född 14 maj 1994 i Blantyre, Malawi, är en australisk simmare. 
En av Campbells största framgångar är tre vunna guld vid Världsmästerskapen i Kazan 2015, två av dem på distanserna 50 respektive 100 m frisim. Bronte är syster till simmaren Cate Campbell.
Vid de olympiska simtävlingarna 2016 tog Campbell en guldmedalj på 4×100 meter frisim tillsammans med Emma McKeon, Brittany Elmslie och systern Cate. De vann på världsrekordtiden tre minuter och 30,65 sekunder. Vid olympiska sommarspelen 2020 i Tokyo tog Campbell guld på 4×100 meter frisim tillsammans med Meg Harris, Emma McKeon och systern Cate Campbell. De vann på världsrekordtiden 3.29,69.